# جائزة أوستروفسكي
جائزة أوستروفسكي هي جائزة في الرياضيات تُمنح كل عام على إنجازات رياضية بارزة تحكم عليها لجنة تحكيم دولية من جامعات بازل والقدس وواترلو وأكاديميات الدنمارك وهولندا. ترك ألكسندر أوستروفسكي،
أستاذ قديم في جامعة بازل، ممتلكاته للمؤسسة من أجل إنشاء جائزة لإنجازات بارزة في الرياضيات البحتة وأسس الرياضيات العددية. وهو يحمل حاليا على جائزة مالية من 100000 السويسرية فرنك.

## الحاصلون عليها
- 1989: لويس دي برانج (فرنسا / الولايات المتحدة)
- - 1991: جان بورجين (بلجيكا).
- - 1993: ميكلوس لاشكوفيتش (المجر) ومارينا راتنر (روسيا / الولايات المتحدة).
- 1995: أندرو جيه وايلز (المملكة المتحدة).
- - 1997: يوري ف. نيسترينكو (روسيا) وجيل أي. بيسير (فرنسا).
- 1999: الكسندر بيلينسون (روسيا / الولايات المتحدة) وهيلموت اتش هوفر (سويسرا / الولايات المتحدة)
- 2001: هنريك إيوانيك (بولندا / الولايات المتحدة) وبيتر سارناك (جنوب إفريقيا / الولايات المتحدة) وريتشارد إل تايلور (المملكة المتحدة / الولايات المتحدة)
- 2003: بول سيمور (المملكة المتحدة).
- - 2005: بن جرين (المملكة المتحدة) وتيرينس تاو (أستراليا / الولايات المتحدة).
- - 2007: اوديد شرام (إسرائيل / الولايات المتحدة).
- 2009: سورين بوبا (رومانيا / الولايات المتحدة)
- 2011: إب مادسن (الدنمارك) وديفيد بريس (المملكة المتحدة) وكانان ساونداراجان (الهند / الولايات المتحدة)
- - 2013: يتانغ زانغ (الولايات المتحدة).
- 2015: بيتر شولز (ألمانيا) [1]
- 2017: أكشاي فينكاتيش (الهند / أستراليا) [2]
- 2019: أساف ناؤور (إسرائيل / الولايات المتحدة الأمريكية) [3]